# Финк, Зигфрид
Зигфрид Финк (нем. Siegfried Fink; 8 февраля 1928, Цербст — 3 мая 2006, Вюрцбург) — немецкий перкуссионист, композитор и музыкальный педагог.
Учился в Веймарской Высшей школе музыки (1948—1951) у Альфреда Вагнера (ударные инструменты) и Гельмута Ритмюллера (композиция). Работал в оркестрах Веймара, Магдебурга, Любека, Ганновера. С 1965 года — доцент, с 1974 года — профессор ударных инструментов Вюрцбургской консерватории. Воспитал более 100 учеников, среди которых многие известные перкуссионисты (в том числе Ней Розауро и Петер Садло).
На протяжении своей карьеры Финк дал более 500 концертов, исполнив впервые около 300 различных произведений. Ему самому принадлежат 142 пьесы для ударных инструментов соло и в различных ансамблях. Финк создал также целый ряд основополагающих музыкально-педагогических трудов: исключительно важна его работа «Табулатура 72» (нем. Tabulatur 72), стандартизирующая нотацию для ударных инструментов, многими педагогами взяты на вооружение «Этюды для малого барабана» (шесть выпусков) и «Этюды для литавр» (три выпуска). Книга Финка «Перкуссия — моё хобби» (нем. Schlagzeug — mein Hobby) переведена на английский, французский, испанский, арабский и японский языки.